# 手塚康平
手塚 康平（てづか こうへい、1996年4月6日 - ）は、栃木県宇都宮市出身のプロサッカー選手。Jリーグ・柏レイソル所属。ポジションはミッドフィールダー（MF）。
2016年に2種登録選手として栃木SCに所属していた手塚貴大は実弟（現在はシンガポールプレミアリーグ・ゲイラン・インターナショナルFC所属）。

## 来歴

### プロ入り前
小学生時代は地元宇都宮市のともぞうSCでプレーし、小学6年時の2008年には全日本少年サッカー大会に出場した。
中学校入学時から柏レイソルの下部組織に加入。高校3年時の2014年はトップチームに2種登録され、高円宮杯U-18サッカーリーグ プレミアリーグEASTでクラブ史上初の優勝を達成した。チームでは主にアンカーを担当していたが、インサイドハーフやセンターバックとしても起用された。

### オネハンガ・スポーツ
2015年、ニュージーランド・オネハンガ・スポーツに加入。柏の下部組織時代のチームメイトであるマイケル・デン・ヘイジャーと共にプレーし、ボランチやトップ下のポジションを務めた。リーグ戦終了後の10月に帰国してからは柏の練習に参加した。

### 柏レイソル
2016年、育成年代を過ごした柏に復帰。2017年3月15日のルヴァンカップグループリーグ第1節清水エスパルス戦で初出場を果たすと、前半3分に約25メートルの距離からダイレクトボレーで初得点を決め、鮮烈なデビューを飾った。この試合での活躍によりリーグ戦でもスターティングメンバーに定着し、4月30日のJ1第9節アルビレックス新潟戦でフリーキックからJリーグ初得点を記録。5月14日の第11節FC東京戦では再び30メートル以上の距離からロングシュートを決めた。手塚の台頭後、チームはリーグ戦8連勝を達成するなど快進撃を続けたが、8月5日の第20節ヴィッセル神戸戦で右膝前十字靭帯損傷、右膝外側半月板損傷の重傷を負い、全治8か月の診断を受けた。2018年5月2日、第12節の湘南ベルマーレ戦で怪我から約9カ月ぶりの復帰を果たした。

### 横浜FC
2020年シーズンは、柏時代監督だった下平隆宏が監督を務める横浜FCへ期限付き移籍。2021年より完全移籍した。

### サガン鳥栖
2022年7月、サガン鳥栖へ完全移籍加入。

### 柏レイソル復帰
2024年8月、柏レイソルへ完全移籍加入で復帰。

## 所属クラブ
- 2002年 - 2008年 ともぞうサッカークラブ（宇都宮市立御幸小学校）
- 2009年 - 2011年 柏レイソルU-15（千葉市立草野中学校）
- 2012年 - 2014年 柏レイソルU-18（日本体育大学柏高等学校）
  - 2014年  柏レイソル（2種登録選手）
- 2015年  オネハンガ・スポーツ（英語版）
- 2016年 - 2020年  柏レイソル
  - 2020年  横浜FC (期限付き移籍）
- 2021年 - 2022年7月  横浜FC
- 2022年7月 - 2024年8月  サガン鳥栖
- 2024年8月 -  柏レイソル

## 個人成績
| 国内大会個人成績 | 国内大会個人成績 | 国内大会個人成績 | 国内大会個人成績 | 国内大会個人成績 | 国内大会個人成績 | 国内大会個人成績 | 国内大会個人成績 | 国内大会個人成績 | 国内大会個人成績 | 国内大会個人成績 | 国内大会個人成績 |
| 年度             | クラブ           | 背番号           | リーグ           | リーグ戦         | リーグ戦         | リーグ杯         | リーグ杯         | オープン杯       | オープン杯       | 期間通算         | 期間通算         |
| 年度             | クラブ           | 背番号           | リーグ           | 出場             | 得点             | 出場             | 得点             | 出場             | 得点             | 出場             | 得点             |
| ニュージーランド | ニュージーランド | ニュージーランド | ニュージーランド | リーグ戦         | リーグ戦         | リーグ杯         | リーグ杯         | オープン杯       | オープン杯       | 期間通算         | 期間通算         |
| ---------------- | ---------------- | ---------------- | ---------------- | ---------------- | ---------------- | ---------------- | ---------------- | ---------------- | ---------------- | ---------------- | ---------------- |
| 2015             | オネハンガ       | 23               | プレミア         | 22               | 4                | 2                | 0                | -                | -                | 24               | 4                |
| 日本             | 日本             | 日本             | 日本             | リーグ戦         | リーグ戦         | リーグ杯         | リーグ杯         | 天皇杯           | 天皇杯           | 期間通算         | 期間通算         |
| 2016             | 柏               | 30               | J1               | 0                | 0                | 0                | 0                | 0                | 0                | 0                | 0                |
| 2017             | 柏               | 17               | J1               | 16               | 2                | 2                | 1                | 0                | 0                | 18               | 3                |
| 2018             | 柏               | 17               | J1               | 18               | 1                | 4                | 0                | 0                | 0                | 22               | 1                |
| 2019             | 柏               | 17               | J2               | 18               | 0                | 3                | 0                | 2                | 1                | 23               | 1                |
| 2020             | 横浜FC           | 30               | J1               | 28               | 0                | 2                | 0                | -                | -                | 30               | 0                |
| 2021             | 横浜FC           | 30               | J1               | 15               | 2                | 5                | 0                | 0                | 0                | 20               | 2                |
| 2022             | 横浜FC           | 30               | J2               | 22               | 0                | -                | -                | 1                | 0                | 23               | 0                |
| 2022             | 鳥栖             | 7                | J1               | 4                | 0                | 0                | 0                | -                | -                | 4                | 0                |
| 2023             | 鳥栖             | 7                | J1               | 22               | 1                | 4                | 0                | 0                | 0                | 26               | 1                |
| 2024             | 鳥栖             | 7                | J1               | 20               | 0                | 1                | 0                | 1                | 1                | 22               | 1                |
| 2024             | 柏               | 37               | J1               | 12               | 0                | -                | -                | -                | -                | 12               | 0                |
| 2025             | 柏               | 17               | J1               |                  |                  |                  |                  |                  |                  |                  |                  |
| 通算             | ニュージーランド | ニュージーランド | プレミア         | 22               | 4                | 2                | 0                | -                | -                | 24               | 4                |
| 通算             | 日本             | 日本             | J1               | 135              | 6                | 18               | 1                | 1                | 1                | 154              | 8                |
| 通算             | 日本             | 日本             | J2               | 40               | 0                | 3                | 0                | 3                | 1                | 46               | 1                |
| 総通算           | 総通算           | 総通算           | 総通算           | 197              | 10               | 23               | 1                | 4                | 2                | 224              | 13               |

- 2014年は2種登録選手（背番号35、出場なし）。

| 国際大会個人成績 | 国際大会個人成績 | 国際大会個人成績 | 国際大会個人成績 | 国際大会個人成績 |
| 年度             | クラブ           | 背番号           | 出場             | 得点             |
| AFC              | AFC              | AFC              | ACL              | ACL              |
| ---------------- | ---------------- | ---------------- | ---------------- | ---------------- |
| 2018             | 柏               | 17               | 1                | 0                |
| 通算             | AFC              | AFC              | 1                | 0                |

### 出場歴
- 公式戦初出場・初得点 - 2017年3月15日 ルヴァンカップグループリーグ第1節 清水エスパルス戦（日立柏サッカー場）
- Jリーグ初出場 - 2017年4月1日 J1第5節 サンフレッチェ広島戦（エディオンスタジアム広島）
- Jリーグ初得点 - 2017年4月30日 J1第9節 アルビレックス新潟戦（デンカビッグスワンスタジアム）

## タイトル

### クラブ
ともぞうサッカークラブ
- 全日本少年サッカー大会 栃木県大会 : 2008年

柏レイソルU-15
- 関東ユース (U-15)サッカーリーグ : 2011年

柏レイソルU-18
- 高円宮杯U-18サッカーリーグ プレミアリーグEAST : 2014年

柏レイソル
- スルガ銀行チャンピオンシップ : 2014年
- J2リーグ：2019年

## 代表歴
- U-15日本代表
  - AFC U-16選手権2012 (予選)（2011年）
- U-16日本代表
  - UAE U-16ジュニアフレンドリートーナメント（2012年）
  - モンテギュー国際大会（2012年）
  - 豊田国際ユースサッカー大会（2012年）